# Maura
Maura este o localitate din comuna Nannestad, provincia Akershus, Norvegia, cu o suprafață de 1,87 km² și o populație de 3.173 locuitori (2013).